# Đông Bộ Đầu
Theo các nhà sử học, chùa Hòe Nhai thuộc phường Nguyễn Trung Trực quận Ba Đình, Hà Nội chính là địa danh Đông Bộ Đầu (giản thể: 东步头; phồn thể: 東步頭; nghĩa đen 'Bến đỗ phía đông'), nơi diễn ra trận đánh thắng quân Nguyên - Mông năm 1258 ở ngay cửa ngõ thành Thăng Long. Ngày 21 tháng 1 năm đó, quân Trần rút khỏi thành Thăng Long về Thiên Mạc. Quân Nguyên Mông chiếm được thành. Ngày 29 tháng 1, đích thân vua Trần Thái Tông cùng thái tử Trần Hoảng (sau là vua Trần Thánh Tông) dẫn quân ngược sông Nhị tiến đánh Đông Bộ Đầu. Quân Nguyên Mông rút chạy về Vân Nam.

## Chứng tích
Hiện vật có giá trị để các nhà sử học khẳng định thông tin trên là tấm bia cổ được tìm thấy tại chùa Hòe Nhai. Theo thạc sĩ Nguyễn Hữu Tâm - người dịch chữ Hán trên tấm bia, tấm bia này chứa đựng nhiều tư liệu quý về thành Thăng Long thế kỷ 17-18, giúp khẳng định chính xác địa danh diễn ra trận Đông Bộ Đầu. Trên bia ghi rõ sự kiện ngày, tháng, địa danh lịch sử có liên hệ với nhau như Đông Bộ Đầu, chùa Hồng Phúc nằm ở phường Hoè Nhai, thành Thăng Long năm 1258. Di tích chùa Hòe Nhai được cấp bằng di tích lịch sử văn hóa cấp quốc gia số 100 VH/QĐ ngày 21 tháng 1 năm 1989.
Theo các nhà sử học, người soạn tấm bia này là tiến sĩ Hà Tông Mục - tác giả của nhiều văn bia có giá trị vào thế kỷ 17.
Tại Đông Bộ Đầu, năm 1426, còn có một chiến thắng của nghĩa quân Lam Sơn của Lê Lợi, do Trần Nguyên Hãn chỉ huy chống quân nhà Minh (Trung Quốc).

## Lịch sử
Sách Đại Việt sử ký toàn thư phần chép về chiến thắng Đông Bộ Đầu năm 1258 như sau: "Ngày 24, vua và Thái tử ngự lâu thuyền, tiến quân đến Đông Bộ Đầu, đón đánh, cả phá được quân giặc. Quân Mông Cổ chạy trốn về, đến trại Quy Hóa, chủ trại là Hà Bổng chiêu tập người Man ra tập kích, lại cả phá bọn chúng."
Câu này mô tả việc Ngột Lương Hợp Thai (tướng Mông Cổ) sai quân đến vùng này thì bị vua Trần phản công phải rời về Quy Hóa, nhưng Ngột Lương Hợp Thai thấy kế ấy không thành vì Hà Bổng cho binh sĩ tấn công.